# Шагиев, Альберт Хазарович
Альберт Хазарович Шагиев (баш. Шаһиев Альберт Хызыр улы; 14 августа 1959, Ишимбай) — башкирский певец, артист-вокалист Стерлитамакского театрально‑концертного объединения. Заслуженный и народный артист Республики Башкортостан. Артист Башкирской эстрадно-фольклорной группы «Ашкадар».
Альберт Шагиев в совершенстве владеет народным стилем исполнения протяжных башкирских народных песен «узун-кюй», что и является основным показателем его творчества. 

## Биография
В 1977 году начал работать на различных предприятиях и учреждениях Ишимбая. В 1995 году стал солистом Стерлитамакской филармонии, а в 2000 году — артистом Стерлитамакского башкирского драматического театра. С 2013 года артист-вокалист Стерлитамакского театрально‑концертного объединения.

## Достижения
- Лауреат конкурса «Дуҫлыҡ йыры» (1995 г.)
- Лауреат конкурса «Һандуғас моңо» (1986 г.)

## Награды и звания
- Почётное звание «Заслуженный артист Республики Башкортостан» (1998 г.)
- Почётное звание «Народный артист Республики Башкортостан» (2008 г.)[2]
- Почётная грамота Министерства культуры РБ (2010, 2019 гг.)
- Ветеран труда (2017 г.)
- Почётная грамота Исполкома МСОО «Всемирного курултая (конгресс) башкир»
- Почётная грамота Российского профсоюза работников культуры (г. Москва, 2019 г.)
- Благодарность председателя госсобрания — курултая РБ (2019 г.)
- Медаль «100 лет образования РБ» (2019 г.)
- Орден Салавата Юлаева (2020 г.)[3]